# Стшибоґа
Стшибоґа (пол. Strzyboga) — село в Польщі, у гміні Новий Кавенчин Скерневицького повіту Лодзинського воєводства.
Населення — 291 особа (2011).
У 1975-1998 роках село належало до Скерневицького воєводства.

## Демографія
Демографічна структура станом на 31 березня 2011 року:
|          | Загалом | Допрацездатний вік | Працездатний вік | Постпрацездатний вік |
| -------- | ------- | ------------------ | ---------------- | -------------------- |
| Чоловіки | 159     | 36                 | 113              | 10                   |
| Жінки    | 132     | 26                 | 84               | 22                   |
| Разом    | 291     | 62                 | 197              | 32                   |